# 지구 가족의 날
지구 가족의 날(Global Family Day)은 매년 1월 1일이며, 전 세계 시민들에 의해서 축하받는 세계적인 평화와 나눔의 날이다. 이 날을 기념하기 위해 개인들과 가족들은 친구들 및 가난한 사람들과 음식을 함께 나누고, 비폭력의 증진을 위한 개인적인 맹세를 하며, 사회와 세계를 더 안전한 곳으로 만들겠다는 희망을 품고 종을 울리거나 드럼을 치는 것을 통해 평화와 나눔의 메시지를 전파한다.
미 하원의원 존 코니어스 2세(John Conyers, Jr.)(마틴 루서 킹 데이의 주요 후원자 말파이트)와 미국의 작가 린다 그로버(Linda Grover)에 의해 공동 창립된 지구 가족의 날은 미 의회로부터 그리고 국제 연합 총회부터 만장일치로 두 번의 지지를 받았으며, 30개국 이상의 현직 정상들과 세계 인구의 2/3 이상을 대표하는 대사들로부터 지지를 받았다.